# 1382
| [ Edytuj tabelę ]                          | |
| Król Polski                                | - 1370 Ludwik Węgierski 1382 - 1382 bezkrólewie 1384                                                  |
| Współksiążęta Andory                       | - 1370 Berenguer d'Erill i de Pallars 1387 - 1343 Gaston III 1391                                     |
| Król Anglii                                | - 1377 Ryszard II 1399                                                                                |
| Król Aragonii i Walencji, hrabia Barcelony | - 1336 Piotr IV Aragoński 1387                                                                        |
| Władca Azteków                             | - 1376 Acamapichtli 1395                                                                              |
| Elektor Brandenburgii                      | - 1378 Zygmunt Luksemburski 1388                                                                      |
| Książę Bawarii-Ingolstadt                  | - 1375 Stefan III 1413                                                                                |
| Książę Bawarii-Landshut                    | - 1375 Fryderyk 1393                                                                                  |
| Książę Bawarii-Monachium                   | - 1375 Jan II 1397                                                                                    |
| Książę Burgundii                           | - 1364 Filip II Śmiały 1404                                                                           |
| Cesarz Bizancjum                           | - 1379 Jan V Paleolog 1390                                                                            |
| Car Bułgarii                               | - 1371 Iwan Szyszman 1393 - 1356 Iwan Stracimir 1396                                                  |
| Cesarz Chin                                | - 1368 Hongwu 1398                                                                                    |
| Król Cypru                                 | - 1369 Piotr II 1382 - 1382 Jakub I 1398                                                              |
| Król Czech                                 | - 1378 Wacław IV Luksemburski 1419                                                                    |
| Król Danii                                 | - 1376 Olaf Haakonsson 1387                                                                           |
| Władca Egiptu                              | - 1381 As-Salih al-Mansur Hadżdżi 1382 - 1382 Barkuk 1389                                             |
| Cesarz Etiopii                             | - 1372 Nyuaje Marjam 1382 - 1382 Dawid I 1413                                                         |
| Król Francji                               | - 1380 Karol VI 1422                                                                                  |
| Król Gruzji                                | - 1360 Bagrat V Wielki 1393                                                                           |
| Hrabia Holandii                            | - 1358 Albert 1404                                                                                    |
| Cesarz Japonii                             | - 1368 Chōkei 1383                                                                                    |
| Kalif                                      | - 1362 Al-Mutawakkil I 1383                                                                           |
| Król Kastylii i Leónu                      | - 1379 Jan I 1390                                                                                     |
| Patriarcha Konstantynopola                 | - 1379 Nil Kerameus 1388                                                                              |
| Władca Korei                               | - 1374 U 1388                                                                                         |
| Wielki książę litewski                     | - 1381 Kiejstut 1382 - 1382 Jagiełło 1400                                                             |
| Cesarz Majapahitu                          | - 1350 Hajam Wuruk 1389                                                                               |
| Sułtan Maroka                              | - 1372 Abu al-Abbas Ahmad 1384                                                                        |
| Książę Mediolanu                           | - 1354 Bernabò 1385 - 1378 Giovanni Galeazzo 1402                                                     |
| Wielki książę moskiewski                   | - 1359 Dymitr Doński 1389                                                                             |
| Król Nawarry                               | - 1349 Karol II Zły 1387                                                                              |
| Król Norwegii                              | - 1380 Olaf Haakonsson 1387                                                                           |
| Elektor Palatynatu                         | - 1356 Ruprecht I 1390                                                                                |
| Papież awinioński                          | - 1378 Klemens VII 1394                                                                               |
| Papież                                     | - 1378 Urban VI 1389                                                                                  |
| Król Portugalii                            | - 1367 Ferdynand I 1383                                                                               |
| Cesarz Rzymski (niemiecki)                 | - 1378 Wacław IV Luksemburski 1400                                                                    |
| Kapitanowie Regenci San Marino             | - 1382 Ugolino di Giovanni Giovanni di Andrea 1382 - 1382 Giangio di Ceccolo Bernardo di Guerolo 1382 |
| Książę Serbii                              | - 1371 Łazarz I Hrebeljanović 1389                                                                    |
| Elektor Saksonii                           | - 1370 Wacław 1388                                                                                    |
| Król Szkocji                               | - 1371 Robert II 1390                                                                                 |
| Król Szwecji                               | - 1364 Albrecht Meklemburski 1389                                                                     |
| Król Tajlandii                             | - 1370 Pha Ngua 1388                                                                                  |
| Sułtan Turków                              | - 1360 Murad I 1389                                                                                   |
| Doża Wenecji                               | - 1367 Andrea Contarini 1382 - 1382 Michele Morosini 1382 - 1382 Antonio Veniero 1400                 |
| Król Węgier                                | - 1342 Ludwik Andegaweński 1382 - 1382 Maria Andegaweńska 1395                                        |
| Wielki mistrz zakonu krzyżackiego          | - 1351 Winrich von Kniprode 1382 - 1382 Konrad Zöllner von Rotenstein 1390                            |

Rok 1382 / MCCCLXXXII
stulecia: XIII wiek ~
XIV wiek ~
XV wiek

lata: 1372 «
1377 «
1378 «
1379 «
1380 «
1381 «
1382
» 1383
» 1384
» 1385
» 1386
» 1387
» 1392

## Wydarzenia w Polsce
- 9 sierpnia – książę Władysław Opolczyk dla wykupienia się od ekskomuniki ufundował klasztor paulinów na Jasnej Górze.
- Wybuchła Wojna Grzymalitów z Nałęczami w Wielkopolsce.
- Początek trwającego do 1384 roku okresu bezkrólewia w Polsce po śmierci Ludwika Węgierskiego
- 25 listopada – zjazd walny szlachty wielkopolskiej w Radomsku
- 6 grudnia – zjazd szlachty małopolskiej w Wiślicy
- Biały Bór otrzymał prawa miejskie.

## Wydarzenia na świecie
- 1 marca – w Paryżu wybuchło powstanie wywołane podniesieniem podatków.
- Chan Białej Ordy Tochtamysz zorganizował karną ekspedycję przeciwko Dymitrowi Dońskiemu.
- 27 sierpnia – zdobycie Moskwy przez Tochtamysza.
- 27 listopada – w bitwie pod Roosebecke armia króla Francji Karola VI rozbiła wojska powstańców flandryjskich.

## Urodzili się
- Eryk Pomorski, książę słupski, król Danii, Szwecji i Norwegii (zm. 1459)

## Zmarli
- 18 marca – Mikołaj z Kórnika, biskup poznański (ur. ?)
- 5 kwietnia – Janusz Suchywilk, arcybiskup gnieźnieński (ur. ok. 1310)[1]
- 5 czerwca – Andrea Contarini, doża Wenecji (ur. ok. 1301)
- 24 czerwca – Winrich von Kniprode, wielki mistrz zakonu krzyżackiego (ur. ok. 1310)[2]
- 11 lipca – Mikołaj z Oresme, francuski filozof, biskup Lisieux (ur. ok. 1320)[3]
- 27 lipca – Joanna I, królowa Neapolu (ur. 1326)[4]
- 15 sierpnia – Kiejstut Giedyminowicz wielki książę litewski (ur. ok. 1308)[5]
- 10 września – Ludwik Andegaweński, król Węgier i Polski (ur. 1326)[6]
- 13 października – Piotr II Cypryjski, król Cypru (ur. ok. 1354)
- 16 października – Michele Morosini – doża Wenecji od czerwca do  października 1382 (ur. 1308)
- data dzienna nieznana:
  - Zawisza z Kurozwęk – biskup krakowski (ur. ?)